# Villa de Ontiveros
La Villa de Ontiveros en la Provincia del Guayrá (Gobernación del Paraguay), fue una efímera villa española fundada en 1554 en el actual noroeste del Estado de Paraná (Brasil), unos cincuenta kilómetros al norte del Salto del Guairá del río Paraná, aunque otras fuentes la sitúan en la ribera occidental del río, en el Estado de Mato Grosso del Sur.

## Fundación
Habiendo considerado el gobernador del Paraguay, Domingo Martínez de Irala, que hasta entonces:

no se había podido sustentar población alguna en la entrada del Río de la Plata, y siendo tan necesario para escala de navíos que viniesen de España, determinó hacer una fundación en el camino del Brasil a la parte del este sobre el río Paraná, pues era fuerza haber de cursar aquel camino, por tener comunicación con los de aquella costa para avisar por aquella vía a Su Majestad del estado de la tierra.

Con esta resolución dio facultad al capitán García Rodríguez de Vergara, para que con 60 soldados fuese a hacer esta población, y tomando los pertrechos necesarios, salió de Asunción del Paraguay en 1554 y con buen suceso llegó al río Paraná. Cruzó al lado este del río, donde fue bien recibido por los indígenas. Y considerando el puerto más acomodado para el asiento de su fundación, tuvo por conveniente hacerla una legua poco más o menos más arriba del salto, en el pueblo de los indios sujetos al cacique Canendiyú o Canindeyú, que era muy amigo de los españoles. 
Parecióle a García Rodríguez por entonces aquel sitio el mejor y más acomodado para su pretensión, por ser en el mismo camino del Brasil, y por la muchedumbre de naturales que en su contorno había. Esta fundación fue llamada la Villa de Ontiveros, a similitud de la que era natural en España García Rodríguez.

## Traslado
En 1557 Ñuflo de Chaves trasladó a los pobladores de Ontiveros a una nueva población denominada Ciudad Real del Guayrá, ubicada cerca de 3 leguas al norte de la confluencia del río Paraná con el río Piquirí.
El avance sistemático de los bandeirantes paulistas por el este, facilitado por la forzosa pasividad de las autoridades españolas metropolitanas que querían preservar a toda costa la unión dinástica aeque principaliter con los demás reinos españoles, fue lo que obligó a los españoles del Guayrá a replegarse a la margen derecha del río Paraná, mudando sus villas. El conflicto territorial entre portugueses y españoles, sin embargo subsistiría, dando origen primeramente a la guerra Guaranítica y posteriormente entre brasileños y paraguayos a la guerra de la Triple Alianza.

## Sitio de la fundación
Las ruinas de Ontiveros no han sido halladas y diversos historiadores las han situado en lugares distintos:
- Uacury Ribeiro de Assis Bastos (1979), en la margen izquierda del río Paraná.
- Romário Martins (Mappa histórico da Província del Guayrá, reproducido por Silveira Netto en 1914), en la margen izquierda del río Piquiri, al este de Ciudad Real del Guayrá.
- Reinhard Maack (1959), en la margen derecha del río Paraná, frente a Ciudad Real.
- Charlevoix (1957), en la margen derecha del río Paraná, 6 km abajo de los saltos del Guairá.
- Jaeger (1957), sobre el río Paraná, 6 km arriba de los saltos del Guairá.
- Azara (1904), en la margen oriental del río Paraná, una legua arriba de los saltos del Guairá.